# Никольский район (Астраханская область)
Никольский район — упразднённый район (административно-территориальная единица) Астраханской губернии и Астраханской области, существовавший в 1925—1927 и 1944—1957 годах.
Никольский район был образован в составе Астраханской губернии в июле 1925 года на территории упразднённой Никольской волости Енотаевского уезда. В сентябре 1927 года был упразднён путём присоединения к Енотаевскому району.
В мае 1944 года был восстановлен в составе Астраханской области на части территории Енотаевского района и упразднённой Калмыцкой АССР.
По состоянию на 1956 год включал 9 сельсоветов (центры сельсоветов — сёла Большая Козинка, Пришиб, Ветлянка, Копановка, Никольское, посёлки Сарпинский, Приозёрный, Сухотинский, имени Чкалова).
В январе 1957 года часть территории района была передана во вновь образованную Калмыцкую АО. Оставшаяся часть района была в мае 1957 года присоединена к Енотаевскому району, в результате чего Никольский район был упразднён.